# James Berkeley (3e comte de Berkeley)
Pour les articles homonymes, voir James Berkeley et Berkeley.
James Berkeley (1680 – 17 août 1736), 3e comte de Berkeley, connu vicomte Dursley par courtoisie avant de succéder à son père en tant que comte de Berkeley en 1710. Il se distingue dans la Royal Navy avant d'être nommé premier-lord de l'Amirauté sous le règne du roi George Ier.
Il est le deuxième fils de Charles, 2e comte de Berkeley (1649 † 1710) et d'Elizabeth Noel († 1719).

## Biographie
Titré vicomte Dursley, il reçoit un brevet de lieutenant dans la Royal Navy le 10 mars 1699 est promu captain le 2 avril 1701 au début de la guerre de Succession d'Espagne. Il prend part à la bataille navale de Vélez-Málaga sous les ordres de l'amiral Rooke, commandant la HMS Boyne. 
Élu député pour la circonscription de Gloucester (1701-1702), il ensuite fait son entrée au Parlement grâce au « writ of acceleration » en tant que baron Berkeley le 5 mars 1705, et continue à s'élever dans la hiérarchie de la Royal Navy.
Dursley commande le HMS St George en 1706, et réchappe de peu au désastre naval des Sorlingues au cours duquel l'amiral Shovell meurt noyé, comme la plupart des marins de l'HMS Association, le 23 octobre 1707. Le St George s'échoue sur les mêmes récifs que l'Association, mais il est dégagé par vague dans les instants qui suivent. On dit que Dursley est celui qui avait fait présent à Shovell, son ami proche, de l'inestimable bague sertie d'émeraude qui est au centre d'une des légendes racontées à propos de ce désastre. Dursley est promu au rang de Vice Admiral of the Red le 12 janvier 1708. Il reprend le HMS Bristol, capturé par les Français alors qu'il escortait un convoi le 9 avril 1709, mais ce dernier - endommagé - coule peu de temps après.
Avec la mort de son père le 24 septembre 1710, Dursley hérite de ses titres et devient le 3e comte de Berkeley. La même année, il est nommé High Steward of Gloucester, Warden of the Forest of Dean, Constable of St. Briavel's Castle, et Lord Lieutenant of Gloucestershire, poste qu'il occupe jusqu'en 1712, puis de 1714 jusqu'à sa mort, et Custos Rotulorum of Surrey, poste qu'il occupe jusqu'à sa mort. En 1714, il est nommé Lord of the Bedchamber.

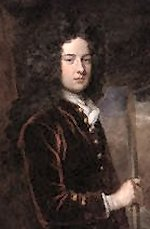
Le comte de Berkeley.

Il épouse Louisa Lennox (24 décembre 1694 † 15 janvier 1716), fille de Charles, 1er duc de Richmond et d'Anne Brudenell, le 13 février 1711. De cette union naissent deux enfants, sa femme meurt lors de la naissance de leur deuxième enfant.
- Augustus Berkeley (4e comte de Berkeley) (né le 18 février 1715)
- Elizabeth Berkeley (née le 15 janvier 1716)

Le 16 mai 1717, il est nommé premier-lord de l'Amirauté, puis vice-amiral de Grande-Bretagne (poste honorifique pas de commandement en mer) et du conseil privé. Le 31 mars 1718, il est admis en tant que chevalier de la Jarretière. Il occupe le poste suprême au conseil de l'Amirauté pendant plus d'une décennie, avant d'être démis du poste de premier-lord de l'Amirauté le 2 août 1727, pour s'être opposé à Sir Robert Walpole, il se démet de sa charge de Lord of the Bedchamber à la même époque. En 1719, il est l'un des principaux membres de la Royal Academy of Music, une institution mettant en scène un opéra baroque.
Il meurt le 17 août 1736 au château des Stuarts d’Aubigny-sur-Nère (Cher), et est enterré le 31 octobre 1736 à Berkeley (Gloucestershire). Son fils, Augustus Berkeley, lui succède dans ses titres en tant que 4e comte de Berkeley.
Le baron Hervey écrit : (en) « he was a man of great family and great quality, rough, proud, hard, and obstinate, with excellent good natural parts, but so uncultivated that he was totally ignorant of every branch of knowledge but his profession. He was haughty and tyrannical, but honourable, gallant, observant of his word; equally incapable of flattering a prince, bending to a minister, or lying to anybody he had to deal with. »